# أفغانستان لماذا (فلم)
أفغانستان لماذا فيلم مغربي إنتاج سنة 1984 للمخرج عبد الله المصباحي، الفيلم تناول الاحتلال السوفياتي لأفغانستان، وهو من بطولة عدة نجوم عرب وأجانب كاليونانية إيرين باباس، والمصريان الراحلان عبد الله غيث وسعاد حسني إضافة للممثل الأمريكي شون كونري، لكن الفيلم منع من العرض وظل في خزائن المركز السينمائي المغربي.
فيلم أفغانستان لماذا للمخرج عبد الله المصباحي إنتاج 1984 تم تصويره بمناطق تطوان المضيق شفشاون المغربية.
من بطولة الممثل العالمي المغربي حميدو بنمسعود والممثل الإيطالي جوليانو جيما والممثل الاميركي شون كونري سعاد حسني عبد الله غيث محمد حسن الجندي والفرنسي مارسيل بوزوفي وعدة ممثلين مغاربة وأجانب.

## قصة الفيلم
قصة الفيلم الذي كتبه المصباحي كانت تدور حول أستاذ جامعي –لعب دوره عبد الله غيث- يعمل بجامعة كابول يناهض الاحتلال السوفيتي لبلاده، وكان يجاهر بإدانة الاستعمار ويصفه بأنه هجوم على حرية شعب مسالم، وهو ما أكدته قساوة الطغاة المحتلين، الذين عمدوا إلى المبالغة في التنكيل بالشعب الأفغاني واستفزازه عبر امتهان مقدساته مثل حرق القرآن الكريم علنا، بحسب موقع عرب لايت.
وفي مواجهة هذا السخط، يقرر الأستاذ الجامعي جمع عدد من المواطنين ويطالبهم بمغادرة كابول والتوجه إلى بيشاور على الحدود مع باكستان، وفي طريقهم ينشر المدرس الجامعي دعوته للتصدي إلى الاحتلال، وخلال فترة وجيزة تصبح هذه المجموعة الصغيرة قوة كبيرة تضم مئات الآلاف الذين قرروا تحدي السوفييت وطردهم من أراضيهم.
ولكن سرعان ما تفجرت الخلافات بين الأفغان أنفسهم، فكل فريق يريد أن يستولي على السلطة وتكون له الكلمة العليا، وكان هذا الصراع الداخلي هو الذي سهل لاحقا اختراق القوات الأمريكية لهذه المجموعات الأفغانية التي تقاوم الاحتلال السوفيتي.

## وصلات خارجية
- مقالات تستعمل روابط فنية بلا صلة مع ويكي بيانات

- صاحب فيلم (أفغانستان لماذا؟) يشبه العالم بمعسكر جوانتانامو. موقع مجلة الجزيرة. (بالعربية)